# Raymond Rosenthal
Raymond B. Rosenthal (* 19. Dezember 1914 in Brooklyn, New York City; † 24. Juli 1995 in Manhattan, New York City) war ein US-amerikanischer Übersetzer, der hauptsächlich italienische Literatur in die englische Sprache übersetzte.
Rosenthal wuchs in Elizabeth in New Jersey auf und begann seine Karriere nach dem Abschluss der High School als Journalist für den The Paterson Morning Call aus New Jersey. Diese Arbeit beendete er erst, als er 1940 in die United States Army eingezogen wurde. Im Zweiten Weltkrieg kämpfte er in Europa und wurde bei Kämpfen in der Nähe von Salerno in Italien verwundert. Er kehrte daraufhin mit einem Purple Heart und einem Silver Star nach Amerika zurück. 1949 kehrte er nach Italien zurück, um am Centro Sperimentale di Cinematografia in Rom Filmproduktion zu studieren. Nach Abschluss seines Studiums blieb er einige Jahre in Italien und begann, als Übersetzer und Literaturkritiker zu arbeiten. Ende der 1950er zog er wieder in die USA und setzte dort seine Tätigkeiten fort. Er spezialisierte sich auf die Übersetzung zeitgenössischer italienischer Romane ins Englische; besonders war er als Übersetzer Primo Levis bekannt. Daneben übersetze er auch italienischsprachige Essays sowie selten französische Literatur. Zwei seiner Übersetzungen waren 1972 bzw. 1975 unter den Finalisten des National Book Awards. 1968 edierte er eine Anthologie zu Marshall McLuhan. Rosenthal war zweimal verheiratet und lebte lange Zeit in Greenwich Village in Manhattan. Er starb 1995 im Alter von 80 Jahren in einem Pflegeheim in Manhattan an Lungenkrebs und hinterließ zwei leibliche Kinder, darunter die Romanistin und Hochschullehrerin Margaret F. Rosenthal, die während seines Aufenthalts in Romen geboren wurde.

## Herausgeberschaften
- Raymond Rosenthal (Hrsg.): McLuhan. Pro & Con. Funk & Wagnalls, New York 1968.

## Übersetzungen (Auswahl)
- Mario Soldati: The Confession. Alfred Knopf, New York 1958.
- (mit John Longrigg und Wayland Young): Tommaso Landolfi: Gogol’s Wife and Other Stories. New Directions, New York 1963.
- Tommaso Landolfi: Cancerqueen and Other Stories. The Dial Press, New York 1971.
- Pietro Citati: Goethe. The Dial Press, New York 1974. ISBN 0-8037-3006-3.
- Simone Pétrement: Simone Weil: A Life. Pantheon Books, New York 1977. ISBN 978-0-394-49815-7.
- Primo Levi: The Periodic Table. Schocken Books, New York 1984. ISBN 0-8052-3929-4.
- Pietro Citati: Tolstoy. Schocken Books, New York 1987. ISBN 978-0-8052-4021-4.
- Primo Levi: The Drowned and the Saved. Summit Books, New York 1988. ISBN 978-0-671-63280-9.
- Primo Levi, Tullio Regge: Conversations. Princeton University Press, Princeton 1989. ISBN 978-0-691-08545-6.
- Primo Levi: Other People’s Trades. Summit Books, New York 1989. ISBN 978-0-7181-3331-3.
- Aldo Busi: The Standard Life of a Temporary Pantyhose Salesman. Faber & Faber, London 1989. ISBN 978-0-571-14657-4.
- Pietro Citati: Kafka. Alfred Knopf, New York 1990. ISBN 0-394-56840-0.
- Primo Levi: Mirror Maker: Stories and Essays. Schocken, New York 1990. ISBN 978-0-8052-0989-1.
- Primo Levi: The Sixth Day and Other Tales. Summit Books, New York 1990. ISBN 978-0-671-62617-4.
- Carlo Ginzburg: Ecstasies: Deciphering The Witches’ Sabbath. Pantheon Books, New York 1991. ISBN 978-0-394-58163-7.
- Alberto Moravia: Aretino’s Dialogues. Mit einem Vorwort von Margaret F. Rosenthal. University of Toronto Press, Toronto 2005. ISBN 978-1-4426-7096-9.